# Zaluzaniinae
Zaluzaniinae je maleni podtribus glavočika,  dio tribusa Heliantheae. Sastoji se od 2 roda sa jugozapada Sjedinjenih Država i Meksika. Opisan je 1978. u Phytologia.

## Rodovi
1. Hybridella Cass. (2 spp.)
2. Zaluzania Pers. (12 spp.)